# Comedy Central España
Comedy Central España ist der spanische Ableger des Senders Comedy Central. Vom 1. März 1999 bis zum 14. Mai 2014 sendet der Kanal unter der Bezeichnung Paramount Comedy und war damit lange Zeit, bis zum Sendestart von Paramount Comedy in Russland und der Ukraine am 1. April 2012, der einzige Ableger von Paramount Comedy weltweit. Bis 2005 teilten sich der spanischen Ableger von Nickelodeon und Paramount Comedy España einen Sendeplatz.

## Sendungen
Sendungen bei Comedy Central sind z. B.:
- La Hora Chanante
- Nacht ohne Waffenstillstand
- Smonka!

Aber auch internationale Produktionen wie:
- Comedy Inc.
- It’s Always Sunny in Philadelphia
- The Sarah Silverman Program.

## Logos

Ehemaliges Logo des Senders (2005–2009)
Letztes Logo des spanischen Ablegers von Paramount Comedy (2009 – 14. Mai 2014)
Verwandtes Logo von Comedy Central UK, das bis zum 31. Juli 2012 benutzt wurde.
Ehemaliges, internationales Logo von Comedy Central, ab dem 14. Mai 2014 auch in Spanien